# Middleton Tyas
Middleton Tyas est un village et une paroisse civile du Yorkshire du Nord, en Angleterre.